# Liste des partis politiques au Sri Lanka
Cet article liste les Partis politiques au Sri Lanka.
Le Sri Lanka a un système en bipartisme basé sur le système de Westminster. Avec les années, ce système a mis en place 2 partis politiques mastodontes, en rendant impossible à aucun autre parti d'atteindre le succès. Les 2 partis politiques majeurs sont le United National Party représentant la droite conservatrice cingalaise, et le Sri Lanka Freedom Party représentant la gauche socialiste cingalaise. 
Depuis les élections de 1977 où un parti tamoul a réussi à atteindre la 2e position, et à devenir le parti de l'opposition, les 2 partis politiques cingalais ont mis en place un système d'alliance, 

## Alliances

### Alliances parlementaires
| Alliance | Alliance                                  | Nom cingalais        | Nom tamoul               | Symbole  | Fondé en        | Chef                     |
| -------- | ----------------------------------------- | -------------------- | ------------------------ | -------- | --------------- | ------------------------ |
|          | Tamil National Alliance                   | දෙමළ ජාතික සන්ධානය        | தமிழ்த் தேசியக் கூட்டமைப்பு         | NC       | 20 octobre 2001 | Rajavarothiam Sampanthan |
|          | United National Front for Good Governance | එක්සත් යහපාලන ජාතික පෙරමුණ  | நல்லாட்சிக்கான ஐக்கிய தேசிய முன்னணி   | NC       | 2005            | Ranil Wickremesinghe     |
|          | Sri Lanka People's Freedom Alliance       | ශ්‍රී ලංකා නිදහස් පොදුජන සන්ධානය | ஶ்ரீ லங்கா பொதுஜன சுதந்திர கூட்டமைப்பு | Bourgeon | 31 octobre 2019 | Mahinda Rajapaksa        |

### Alliances non parlementaires
| Alliance | Alliance                        | Nom cingalais    | Nom tamoul              | Symbole | Fondé en        | Chef                      |
| -------- | ------------------------------- | ---------------- | ----------------------- | ------- | --------------- | ------------------------- |
|          | Democratic Tamil National Front |                  | ஜனநாயக தமிழ்த் தேசிய முன்னணி     | NC      | 4 mai 2016      | V. Anandasangaree         |
|          | Tamil National People's Front   | ද්‍රවිඩ ජාතික ජනතා පෙරමුණ | தமிழ்த் தேசியத்திற்கான மக்கள் முன்னணி | NC      | 28 février 2010 | Gajendrakumar Ponnambalam |

### Alliances dormantes ou éteintes
| Alliance | Alliance                           | Nom cingalais        | Nom tamoul            | Symbole          | Fondé en         | Dissous en           | Notes                                        |
| -------- | ---------------------------------- | -------------------- | --------------------- | ---------------- | ---------------- | -------------------- | -------------------------------------------- |
|          | Democratic National Alliance       | ප්‍රජාතන්ත්‍රවාදී ජාතික සන්ධානය    | சனநாயகத் தேசியக் கூட்டணி      | Trophée          | 22 novembre 2009 |                      |                                              |
|          | Democratic Tamil National Alliance | ජනනායක තමිළ් තේසිය කුට්ටනි   | ஜனநாயக தமிழ் தேசிய கூட்டணி    | Lampe            |                  |                      | La majorité des membres ont rejoint la TNA   |
|          | Left Liberation Front              |                      | இடது விடுதலை முன்னணி         | NC               | 1998             |                      |                                              |
|          | National Unity Alliance            |                      |                       | NC               | 1999             | 2010                 |                                              |
|          | People's Alliance                  | පොදු ජන එක්සත් පෙරමුණ      | மக்கள் கூட்டணி             | Chaise           | 1994             |                      | La majorité des membres ont rejoint la UPFA  |
|          | Socialist Alliance                 | සමාජවාදී ජනතා පෙරමුණ       | சோஷலிஸ மக்கள் முன்னணி        | Diya             | 2006             |                      | Tous les membres ont rejoint la UPFA         |
|          | Tamil National Liberation Alliance |                      |                       | NC               | 22 février 2010  | 25 juin 2011         | La majorité des membres ont rejoint la TNA   |
|          | Tamil Progressive Alliance         |                      | தமிழ் முற்போக்கு கூட்டணி        | NC               | 3 juin 2015      |                      | Tous les membres ont rejoint la UNFGG        |
|          | United National Front              | එක්සත් ජාතික පෙරමුණ, ශ්‍රී ලංකාව | ஐக்கிய தேசிய முன்னணி         | NC               | 21 octobre 2001  |                      | La majorité des membres ont rejoint la UNFGG |
|          | United People's Freedom Alliance   | එක්සත් ජනතා නිදහස් සන්ධානය  | ஐக்கிய மக்கள் சுதந்திரக் கூட்டணி | Feuille de Betel | 20 janvier 2004  | Maithripala Sirisena | La majorité des membres ont rejoint la SLFPA |

## Partis politiques

### Partis parlementaires
| Parti | Parti                                         | Nom cingalais            | Nom tamoul             | Symbole            | Alliance   | Fondé en         | Chef                     |
| ----- | --------------------------------------------- | ------------------------ | ---------------------- | ------------------ | ---------- | ---------------- | ------------------------ |
|       | All Ceylon Makkal Congress                    | සමස්ත ලංකා මුස්ලිම් කොංග්‍රසය        | அகில இலங்கை மக்கள் காங்கிரசு    | Paon               | UNFGG      | 2005             | Rishad Bathiudeen        |
|       | Ceylon Workers' Congress                      | ලංකා කම්කරු කොංග්‍රසය             | இலங்கை தொழிலாளர் காங்கிரஸ்       | Coquelet           | UPFA       | 1939             | Arumugam Thondaman       |
|       | Parti communiste du Sri Lanka                 | ශ්‍රී ලංකාවේ කොමියුනිස්ට් පක්ෂය        | இலங்கை கம்யூனிஸ்ட் கட்சி        | Étoile             | UPFA/ SA   | 1943             | D. E. W. Gunasekera      |
|       | Democratic Left Front                         | ප්‍රජාතන්ත්‍රවාදී වාමාංශික පෙරමුණ        | ஜனநாயக இடதுசாரி முன்னணி       | Horloge            | UPFA/ SA   | 1999             | Vasudeva Nanayakkara     |
|       | Democratic National Movement                  | ප්‍රජාතන්ත්‍රවාදී ජනතා ව්‍යාපරය         | ருஹுணு ஜனதா பக்ஷய           | Moteur             | UNFGG      |                  | Aruna de Zoysa           |
|       | Democratic People's Front                     | ප්‍රජාතන්ත්‍රවාදී ජනතා පෙරමුණ         | ஜனநாயக மக்கள் முன்னணி        | Echelle            | UNFGG/ TPA |                  | Mano Ganesan             |
|       | Democratic People's Liberation Front          | ප්‍රජාතන්ත්‍රවාදී ජනතා විමුක්ති පෙරමුණ    | ஜனநாயக மக்கள் விடுதலை முன்னணி   | Ancre              | TNA        | 1988             | D. Siddarthan            |
|       | Eelam People's Democratic Party               | ඊලාම් ජනතා ප්‍රජාතන්ත්‍රවාදී පක්ෂය     | ஈழ மக்கள் ஜனநாயகக் கட்சி     | Veena              | UPFA/ DTNF | novembre 1987    | Douglas Devananda        |
|       | Eelam People's Revolutionary Liberation Front | ඊලාම් ජනතා විප්ලවවාදී විමුක්ති පෙරමුණ | ழமக்கள் புரட்சிகர விடுதலை முன்னணி | Fleur              | TNA        | 1980             | Suresh Premachandran     |
|       | Ilankai Tamil Arasu Kachchi                   | ඉලංගෙයි තමිළ් අරසු කච්චි         | இலங்கைத் தமிழரசுக் கட்சி       | Maison             | TNA        | 18 décembre 1949 | Mavai Senathirajah       |
|       | Janatha Vimukthi Peramuna                     | ජනතා විමුක්ති පෙරමුණ            | மக்கள் விடுதலை முன்னணி         | Cloche             | NC         | 14 mai 1965      | Anura Kumara Dissanayake |
|       | Jathika Hela Urumaya                          | ජාතික හෙළ උරුමය              | ஜாதிக எல உறுமய            | Coquille de conque | UNFGG      | février 2004     | Omalpe Sobhitha Thero    |
|       | Mahajana Eksath Peramuna                      | මහජන එක්සත් පෙරමුණ‍           | மகாஜன எக்சத் பெரமுன         | Roue               | UPFA       | 1959             | Dinesh Gunawardena       |
|       | National Freedom Front                        | ජාතික නිදහස් පෙරමුණ            | தேசிய சுதந்திர முன்னணி         | Panchayudaya       | UPFA       | 2008             | Wimal Weerawansa         |
|       | National Union of Workers                     | ජාතික කම්කරු සංගමය            | தொழிலாளர் தேசிய சங்கம்         | NC                 | UNFGG/ TPA |                  | Palani Digambaran        |
|       | Pivithuru Hela Urumaya                        |                          |                        | NC                 | UPFA       |                  | Udaya Gammanpila         |
|       | Sri Lanka Freedom Party                       | ශ්‍රී ලංකා නිදහස් පක්ෂය           | இலங்கை சுதந்திரக் கட்சி        | Main               | UPFA       | 2 décembre 1951  | Maithripala Sirisena     |
|       | Sri Lanka Muslim Congress                     | ශ්‍රී ලංකා මුස්ලිම් කොංග්‍රසය           | சிறீலங்கா முஸ்லிம் காங்கிரசு       | Arbre              | UNFGG      | 1981             | Rauff Hakeem             |
|       | Tamil Eelam Liberation Organization           | ද්‍රවිඩ ඊලම් විමුක්ති සංවිධානය       | தமிழீழ விடுதலை இயக்கம்        | Phare              | TNA        | 1979             | Selvam Adaikalanathan    |
|       | United Left Front                             |                          |                        | NC                 | UNFGG      |                  | Jayampathy Wickramaratne |
|       | United National Party                         | එක්සත් ජාතික පක්ෂය            | ஐக்கிய தேசியக் கட்சி          | Elephant           | UNFGG      | 6 septembre 1946 | Ranil Wickremesinghe     |
|       | Up-Country People's Front                     | කඳුරට ජනතා පෙරමුණ            | மலையக மக்கள் முன்னணி         | Mammouth           | UNFGG/ TPA | 1989             | V. Radhakrishnan         |

### Autres partis politiques enregistrés
| Party | Party                                                          | Nom cingalais            | Nom tamoul                | Symbole             | Alliance   | Fondé en         | Leader                            |
| ----- | -------------------------------------------------------------- | ------------------------ | ------------------------- | ------------------- | ---------- | ---------------- | --------------------------------- |
|       | All Are Citizens All Are Kings Organization                    | ඔක්කොම වැසියෝ ඔක්කොම රජවරු සංවිධානය | ஒக்கொம வெஸியோ ஒக்கொம ரஜவரு அமைப்பு   |                     | NC         |                  | M. B. Thaminimulla                |
|       | All Lanka Tamil Great Council                                  | අඛිල ඉලඞ්කෛයි ද්‍රවිඩ මහාසභා       | அகில இலங்கை தமிழர் மகாசபை        | Bateau              | NC         | décembre 2005    | K. Vigneswaran                    |
|       | All Ceylon Tamil Congress                                      | අකිල ඉලංකෙයි තමිල් කොංග්‍රස්         | அகில இலங்கைத் தமிழ்க் காங்கிரஸ்      | Vélo                | TNPF       | 29 août 1944     | Gajendrakumar Ponnambalam         |
|       | Buddhist People's Front                                        | බොදු ජන පෙරමුණ               | பொது ஜன பெரமுண                | Cobra               | NC         |                  |                                   |
|       | Citizen's Front                                                | පුරවැසි පෙරමුණ                | பிரஜைகள் முன்னணி                | Bus                 | UPFA       |                  | Sri Ranga Jeyaratnam              |
|       | Democratic Party                                               | ප්‍රජාතන්ත්‍රවාදී පක්ෂය             | சனநாயகக் கட்சி                | Torche enflammé     |            | 1er avril 2013   |                                   |
|       | Democratic United National Front                               | ප්‍රජාතන්ත්‍රවාදී එක්සත් ජාතික පෙරමුණ    | ஜனநாயக ஐக்கிய தேசிய முன்னணி       | Aigle               | NC         | 1990             | Ariyawansa Dissanayake            |
|       | Democratic Unity Alliance                                      | එක්සත් ප්‍රජාතන්ත්‍රවාදී සන්ධානය       | ஜனநாயக ஐக்கிய முன்னணி           | Deux feuilles       | NC         |                  |                                   |
|       | Desha Vimukthi Janatha Pakshaya                                | දේශ විමුක්ති ජනතා පක්ෂය         | தேச விமுக்தி ஜனதா பக்ஷய          | Oreille de Paddy    | UPFA/ SA   | 1988             |                                   |
|       | Eelam People's Revolutionary Liberation Front (Padmanaba wing) | ඊලාම් ජනතා විප්ලවවාදී විමුක්ති පෙරමුණ | ழமக்கள் புரட்சிகர விடுதலை முன்னணி    | Bougie              | NC         | 2000             | T. Sridharan, Varatharaja Perumal |
|       | Eelavar Democratic Front                                       | ඊලවර් ප්‍රජාතන්ත්‍රවාදී පෙරමුණ        | ஈழவர் ஜனநாயக முன்னணி           | Charrue             | UPFA/ DTNF |                  |                                   |
|       | Frontline Socialist Party                                      | පෙරටුගාමී සමාජවාදී පක්ෂය         | முன்னிலை சோசலிசக் கட்சி            | Marteau de forgeron | NC         | 9 avril 2012     |                                   |
|       | Green Party of Sri Lanka                                       | ශ්‍රී ලංකා හරිත පක්ෂය            | இலங்கை பசுமைக் கட்சி             | Gobelet             | NC         |                  |                                   |
|       | Lanka Sama Samaja Party                                        | ලංකා සම සමාජ පක්ෂය           | லங்கா சமசமாஜக் கட்சி            | Clé                 | UPFA/ SA   | 18 décembre 1935 |                                   |
|       | Liberal Party of Sri Lanka                                     | ලිබරල් පක්ෂය                | லிபரல் கட்சி                  | Livre               | NC         | 1987             | Rajiva Wijesinha                  |
|       | Motherland People's Party                                      | මව්බිම ජනතා පක්‍ෂය             | மௌவ்பிம ஜனதா பக்ஷய             | Avion               | NC         | 2009             | Harischandra Wijayatunga          |
|       | Muslim National Alliance                                       | මුස්ලිම් ජාතික සන්ධානය           | முஸ்லிம் தேசிய கூட்டமைப்பு           | Balance             | NC         |                  |                                   |
|       | National Congress                                              | ජාතික කොංග්‍රසය                 | தேசிய காங்கிரஸ்                 | Cheval              | UPFA       |                  | A. L. M. Athaullah                |
|       | National Development Front                                     | ජාතික සංවර්ධන පෙරමුණ           | ஜாதிக சங்வர்தன பெரமுன           | Noix de coco        | NC         |                  | Achala Asoka Suraweera            |
|       | National Peoples Party                                         | ජාතික ජනතා පක්ෂය             | தேசிய மக்கள் கட்சி              | Ampoule             | NC         |                  |                                   |
|       | Nationalities Unity Organisation                               | ජාතීන්ගේ සමඟි සංවිධානය           | தேசிய இனங்களின் ஐக்கியத்துக்கான அமைப்பு | Parapluie           | NC         |                  |                                   |
|       | Nava Sama Samaja Party                                         | නව සමසමාජ පක්ෂය            | நவ சம சமாஜக் கட்சி            | Table               | LLF        | 1977             | Vikramabahu Karunaratne           |
|       | Nouveau Front démocratique                                     | නව ප්‍රජාතන්ත්‍රවාදී පෙරමුණ          | புதிய சனநாயக முன்னணி            | Cigne               | NC         |                  | Shamila Perera                    |
|       | New Sinhala Heritage                                           | නව සිහළ උරුමය              | நவ சிஹல உறுமய               | Arc et flèche       | NC         | 2006             | Sarath Manamendra                 |
|       | Our National Front                                             | අපේ ජාතික පෙරමුණ              | எமது தேசிய முன்னணி              | Telephone           | NC         | 2009             | Upulangani Malagamuwa             |
|       | People's Welfare Front                                         | ජන සෙත පෙරමුණ               | ஜனசெத பெரமுண                 | Tracteur            | NC         |                  |                                   |
|       | Socialist Equality Party                                       | සමාජවාදී සමානතා පක්ෂය          | சோசலிச சமத்துவக் கட்சி           | Ciseaux             | NC         | 1968             |                                   |
|       | Sri Lanka Labour Party                                         | ශ්‍රී ලංකා කම්කරු පක්ෂය           | ஸ்ரீலங்கா தொழிலாளர் கட்சி           | Kangourou           | NC         |                  |                                   |
|       | Sri Lanka National Force                                       | ශ්‍රී ලංකා ජාතික බලය             | ஸ்ரீ லங்கா தேசிய சக்தி            | Drapeau             | NC         |                  |                                   |
|       | Sri Lanka People's Front                                       |                          |                           | Bourgeon            | NC         |                  | Wimal Geeganage                   |
|       | Sri Lanka People's Party                                       | ශ්‍රී ලංකා මහජන පක්ෂය           | இலங்கை மக்கள் கட்சி             | Œil                 | UPFA/ SA   | 22 janvier 1984  |                                   |
|       | Sri Lanka Progressive Front                                    | ශ්‍රී ලංකා ප්‍රගතිශීලී පෙරමුණ          | ஸ்ரீலங்கா முற்போக்கு முன்னணி          | Vase                | UPFA       | 1996             | J. A. Peter Nelson Perera         |
|       | Sri Lanka Vanguard Party                                       | ශ්‍රී ලංකා පෙරටුගාමී පක්ෂය          | இலங்கை முன்னிலை கட்சி             | Enveloppe           | NC         |                  |                                   |
|       | Tamil Makkal Viduthalai Pulikal                                | තමිළ් මක්කල් විඩුදලෛප් පුළිකල්      | தமிழ் மக்கள் விடுதலைப் புலிகள்       | Bateau              | UPFA       | 2004             | S. Chandrakanthan                 |
|       | Tamil United Liberation Front                                  | ද්‍රවිඩ එක්සත් විමුක්ති පෙරමුණ       | தமிழர் விடுதலைக் கூட்டணி           | Soleil              | DTNF       | 4 mai 1972       | V. Anandasangaree                 |
|       | United Democratic Front                                        | එක්සත් ප්‍රජාතන්ත්‍රවාදී පෙරමුණ        | ஐக்கிய ஜனநாயக முன்னணி           | Lapin               | NC         |                  |                                   |
|       | United Lanka People's Party                                    | එක්සත් ලංකා පොදුජන පක්ෂය        | எக்சத் லங்கா பொதுஜன பக்ஷய        | Coupe               | NC         |                  |                                   |
|       | United Peace Front                                             | එක්සත් සාම පෙරමුණ             | ஐக்கிய சமாதான முன்னணி            | Papillon            | NC         |                  |                                   |
|       | United People's Party                                          | එක්සත් මහජන පක්‍ෂය            | ஐக்கிய மக்கள் கட்சி             | Téléphone portable  | NC         |                  |                                   |
|       | United Socialist Party                                         | එක්සත් සමාජවාදි පකෂය          | ஐக்கிய சோசலிச கட்சி             | Tuktuk              | NC         | 1989             | Siritunga Jayasuriya              |

### Partis politiques non-enregistrés
| Party | Party                                      | Nom cingalais             | Nom tamoul            | Alliance   | Fondé en  | Chef                 |
| ----- | ------------------------------------------ | ------------------------- | --------------------- | ---------- | --------- | -------------------- |
|       | Ceylon Communist Party (Maoïste)           |                           |                       | NC         | 1964      |                      |
|       | Ceylon Democratic Unity Alliance           |                           |                       | NC         | 2002      | T. V. Chennan        |
|       | Democratic National Front                  |                           |                       | UPFA/ DTNF |           | N. Kumaraguruparan   |
|       | Democratic People's Congress               |                           |                       | UPFA/ DTNF |           | Praba Ganesan        |
|       | Eelam National Democratic Liberation Front | ඊළාම් ජාතික ප්‍රජාතන්ත්‍රවාදී විමුක්ති පෙරමුණ | ஈழ தேசிய ஜனநாய விடுதலை முன்னணி | NC         | 1987      |                      |
|       | Muslim Tamil National Alliance             |                           |                       | UNFGG      |           | Azath Salley         |
|       | National Front for Good Governance         |                           |                       | UNFGG      |           | Abdul Rahman         |
|       | People's Freedom Front                     |                           |                       | NC         | 1991      |                      |
|       | People's Liberation Solidarity Front       |                           |                       | NC         | 1997      | Kamal Karunadasa     |
|       | People’s Servants Party                    | ජනතා සේවක පක්ෂය              |                       | NC         | juin 2015 |                      |
|       | People's Tamil Congress                    |                           |                       | NC         |           | L. P. Shanmuganathan |
|       | Revolutionary Workers Party                |                           |                       | NC         | 1968      |                      |
|       | Socialist Party of Sri Lanka               |                           |                       | NC         | 2006      |                      |
|       | United Citizens’ Front                     |                           |                       | UPFA       |           | Tissa Attanayake     |
|       | United Lanka Great Council                 |                           |                       | NC         |           | Nath Amarakone       |
|       | United National Alternative Front          |                           |                       | NC         | 2000      |                      |

### Partis défunts
| Party | Party                                       | Nom cingalais | Nom tamoul            | Fondé en         | Dissous en | Notes                                             |
| ----- | ------------------------------------------- | ------------- | --------------------- | ---------------- | ---------- | ------------------------------------------------- |
|       | All Ceylon Islamic United Front             |               |                       | 1960             |            |                                                   |
|       | All Ceylon Malay Political Union            |               |                       | 1944             |            |                                                   |
|       | Aziz Democratic Workers Congress            |               |                       |                  |            |                                                   |
|       | Bolshevik Samasamaja Party                  |               |                       | 1948             | 1950       | Absorbé dans le Lanka Sama Samaja Party           |
|       | Buddhist Republican Party                   |               |                       | 1952             |            |                                                   |
|       | Ceylon National Congress                    |               | இலங்கை தேசிய காங்கிரஸ்        | 11 décembre 1919 |            |                                                   |
|       | Lanka Democratic Party                      |               | இலங்கை சனநாயகக் கட்சி       |                  |            | Absorbé dans le Sri Lanka Freedom Socialist Party |
|       | Lanka Mahajana Sabha                        |               |                       | 1919             |            |                                                   |
|       | Lanka Sama Samaja Party (Alternative Group) |               |                       |                  |            |                                                   |
|       | Lanka Sama Samaja Party (Revolutionary)     |               |                       | 1964             |            |                                                   |
|       | Muslim United Liberation Front              |               |                       |                  |            |                                                   |
|       | National Alliance                           |               |                       |                  |            |                                                   |
|       | National Democratic Movement                |               |                       |                  |            |                                                   |
|       | National Democratic People's Alliance       |               | தேசிய ஜனநாயக மக்கள் கூட்டமைப்பு | 4 février 2008   |            |                                                   |
|       | National Liberation Front                   |               |                       |                  |            |                                                   |
|       | New Democratic Party                        |               |                       |                  |            |                                                   |
|       | New National Front                          |               |                       | 2011             |            |                                                   |
|       | People's Front of Liberation Tigers         |               | விடுதலைப் புலிகள் மக்கள் முன்னணி  | 1989             |            |                                                   |
|       | Sinhala Heritage                            |               |                       |                  |            | Absorbé dans le Jathika Hela Urumaya              |
|       | Sinhala Maha Sabha                          | සිංහල මහා සභා     | சிங்கள மகா சபை            | 1936             |            | Absorbé dans le United National Party             |
|       | Sri Lanka Freedom Socialist Party           |               |                       | 1964             |            | Absorbé dans le United National Party             |
|       | Sri Lanka National Congress                 |               |                       | 2009             | 2011       | Absorbé dans le Sri Lanka Freedom Party           |
|       | Sri Lanka Sama Samaja Party                 |               |                       | 1982             | 1983       | Absorbé dans le Sri Lanka Freedom Party           |
|       | United Lanka Congress                       |               |                       |                  |            |                                                   |
|       | United Muslim People's Alliance             |               |                       |                  |            |                                                   |
|       | United National Alliance                    |               |                       |                  |            |                                                   |
|       | Viplavakari Lanka Sama Samaja Party         |               |                       | 1950             | 1959       | Absorbé dans le Mahajana Eksath Peramuna          |
|       | Workers' Liberation Front                   | කම්කරැ පක්ෂය     |                       |                  |            |                                                   |